# اپوکسومایسین
اپوکسومایسین (به انگلیسی: Epoxomicin) یک ترکیب شیمیایی با شناسه پاب‌کم ۳۰۳۵۴۰۲ است. شکل ظاهری این ترکیب، جامد سفید است.